# Escala Fujita
A Escala Fujita (ou Fujita-Pearson Tornado Intensity Scale) é a escala que mede a intensidade dos tornados, batizada com este nome em homenagem ao falecido cientista de tornados, Dr. Ted Fujita da Universidade de Chicago.
Os tornados são medidos pela quantia de estrago que eles causam, e não pelo seu tamanho físico. Também é importante lembrar-se de que o tamanho de um tornado não é necessariamente uma indicação de sua ferocidade. Tornados grandes podem ser fracos, e tornados pequenos podem ser violentos.
Em 1º de fevereiro de 2007 os Estados Unidos passaram a usar uma escala mais precisa, chamada de escala Fujita melhorada.

## Parâmetros

Esquema da escala Fujita, desenhado pelo próprio Dr. Ted Fujita

As seis categorias estão listadas aqui, em ordem crescente de intensidade.
A classificação de qualquer tornado é do dano mais grave a qualquer casa de estrutura bem construída ou nível comparável de dano da análise de engenharia de outros danos.
Como a escala Fujita é baseada na gravidade dos danos resultantes dos ventos fortes, um tornado superior a F5 é uma construção teórica imensurável. O dano estrutural em casa-quadro não pode exceder a destruição total e a dispersão de detritos, o que constitui dano F5. Tornados com velocidades de vento acima de 319 mph (513 km/h) são possíveis e tais rajadas extremas foram determinadas usando observação móvel de radar, mas nenhum tornado recebeu uma classificação F6 oficial baseada em danos.
| Escala | Velocidade dos ventos (estimada) | Velocidade dos ventos (estimada) | Frequência | Dano potencial | Dano potencial |
| Escala | mph                              | km/h                             | Frequência | Dano potencial | Dano potencial |
| F0     | 40–72                            | 64–116                           | 44.14%     | Danos leves.Estruturas bem construídas são tipicamente incólumes, embora às vezes ocorrem danos de janelas quebradas, com pequenos danos a telhados e chaminés. Outdoors e placas grandes podem ser derrubados. As árvores podem ter galhos grandes quebrados e podem ser arrancadas se tiverem raízes rasas. | Well-built structures are typically unscathed, though sometimes sustaining broken windows, with minor damage to roofs and chimneys. Billboards and large signs can be knocked down. Trees may have large branches broken off and can be uprooted if they have shallow roots. |
| F1     | 73–112                           | 117–180                          | 34.24%     | Danos moderados.Danos a casas mobile e outras estruturas temporárias se tornam significativos, e carros e outros veículos podem ser empurrados para fora da estrada ou capotados. As estruturas permanentes podem sofrer grandes danos em seus telhados. | There is damage to mobile homes and other temporary structures becomes significant, and cars and other vehicles can be pushed off the road or flipped. Permanent structures can suffer major damage to their roofs. |
| F2     | 113–157                          | 181–253                          | 16.17%     | Danos significativos.Estruturas bem-construídas podem sofrer danos significativos, incluindo perda total de telhados, e o colapso de paredes externas podem ocorrer em estruturas mal-construídas. Porém, casas do tipo mobile são destruídas. Veículos podem ser levantados do chão, e objetos mais leves podem se tornar pequenos mísseis, causando danos fora do caminho principal do tornado. As áreas arborizadas têm uma grande porcentagem de suas árvores rompidas/partidas ou arrancadas. | Well-built structures can suffer serious damage, including roof loss, and the collapse of some exterior walls may occur in poorly built structures. Mobile homes, however, are destroyed. Vehicles can be lifted off the ground, and lighter objects can become small missiles, causing damage outside of the tornado's main path. Wooded areas have a large percentage of their trees snapped or uprooted. |
| F3     | 158–206                          | 254–332                          | 4.35%      | Danos severos.Algumas partes dos prédios afetados ficam de pé. Estruturas bem construídas perdem todas as paredes externas e algumas internas. Casas não ancoradas são varridas e casas com ancoragem ruim podem entrar em colapso total. Trens e vagões de trem são todos capotados. Veículos pequenos e objetos de tamanho semelhante são levantados do chão e jogados como projéteis. As áreas arborizadas sofrem uma perda quase total de vegetação e pode ocorrer algum desbarrancamento/descascamento de árvores. | A few parts of affected buildings are left standing. Well-built structures lose all outer and some inner walls. Unanchored homes are swept away, and homes with poor anchoring may collapse entirely. Trains and train cars are all overturned. Small vehicles and similarly sized objects are lifted off the ground and tossed as projectiles. Wooded areas suffer an almost total loss of vegetation and some tree debarking may occur. |
| F4     | 207–260                          | 333–418                          | 1.00%      | Danos devastadores.Casas bem construídas (concreto, pedra, madeira, tijolos) são reduzidas a uma pequena pilha de detritos de tamanho médio na fundação. Residências com ancoragens ruins ou nenhumas são varridas completamente. Veículos grandes e pesados, incluindo aviões, trens e caminhões grandes, podem ser empurrados, virados repetidamente ou pegos e jogados. Árvores grandes e saudáveis de raízes profundas, são totalmente decepadas, intensamente descascadas e arrancadas perto do solo ou arrancadas completamente e transformadas em projéteis voadores. Carros de passageiros e objetos de tamanho semelhante podem ser pegos e arremessados para distâncias consideráveis. | Well-built homes are reduced to a short pile of medium-sized debris on the foundation. Homes with poor or no anchoring are swept completely away. Large, heavy vehicles, including airplanes, trains, and large trucks, can be pushed over, flipped repeatedly, or picked up and thrown. Large, healthy trees are entirely debarked and snapped off close to the ground or uprooted altogether and turned into flying projectiles. Passenger cars and similarly sized objects can be picked up and flung for considerable distances. |
| F5     | 261–318                          | 419–512                          | 0.10%      | Danos incríveis.Casas bem construídas e bem ancoradas são retiradas de suas fundações e jogadas pelos ares antes da obliteração. Os destroços dessas casas são arremessados por dezenas de quilômetros e as fundações de casas são varridas completamente limpas. Grandes estruturas de tijolos grossos reforçadas com aço, como escolas e hospitais, são completamente niveladas ao solo. Gramas e vegetações baixas são arrancadas de maneira profunda do solo. Árvores saudáveis de raízes bem profundas são completamente desmarcadas, decepadas, descascadas, arrancadas, estaladas e lançadas a distâncias excepcionais. Detritos estruturais muito pouco reconhecíveis são gerados, com a maioria dos materiais sendo reduzidos a uma mistura de partículas pequenas e granulares e dispersas. Veículos de estrutura de aço grandes com múltiplas toneladas e equipamentos agrícolas são muitas vezes mutilados além do reconhecimento e jogados a quilômetros de distância ou reduzidos inteiramente a peças irreconhecíveis. Edifícios de concreto, tijolos ou pedra (limestone) altos desabam ou têm deformações estruturais severas. A descrição oficial desse dano evidencia o caráter extremo da destruição, observando que "fenômenos incríveis podem e vão ocorrer". (exemplo mais recente: Tornado de Elie de 2007(S) | Well-built and well-anchored homes are taken off their foundations and they go into the air before obliteration. The wreckage of those homes is flung for miles and those foundations are swept completely clean. Large, steel-reinforced structures such as schools are completely leveled. Low-lying grass and vegetation are shredded from the ground. Trees are completely debarked and snapped. Very little recognizable structural debris is generated with most materials reduced to a coarse mix of small, granular particles and dispersed. Large, multiple-ton steel frame vehicles and farm equipment are often mangled beyond recognition and tossed miles away or reduced entirely to unrecognizable parts. Tall buildings collapse or have severe structural deformations. The official description of this damage highlights the extreme nature of the destruction, noting that "incredible phenomena can and will occur". |